# عاشق الروح (فلم 1973)
عاشق الروح هو فيلمٌ مصريٌ أُنتج عام 1973. مستوحى من قصة غادة الكاميليا لألكسندر دوما الابن.

## قصة الفيلم
عايدة (نجلاء فتحي) فتاة طيبة تعمل في أحد الكباريهات. يصدمها الدكتور مراد (حسين فهمي)، ويتعرف عليها، ثم يتحابان، وتحمل منه. يزور الدكتور إبراهيم (عماد حمدي)، والد د. مراد، عايدة، ويطلب منها أن تبتعد عن طريق ابنه، لمصلحته، ولمصلحة والدته المريضة. تبتعد عايدة، وتقرر التخلص من حملها.
تُُصاب عايدة بمرضٍ شديدٍ، وتضطر لبيع أثاث منزلها لتنفق على علاجها، ويشعر الدكتور إبراهيم بالندم لعلمه بمصيرها، فيقوم بإبلاغ ابنه مراد بحقيقة الأمر، وأنه كان وراء إبعاد عايدة.

## وصلات خارجية
- مقالات تستعمل روابط فنية بلا صلة مع ويكي بيانات
- عاشق الروح على الدهليز
- عاشق الروح على كاروهات